# Chetwynd Aston
Chetwynd Aston är en by i civil parish Chetwynd Aston and Woodcote, i distriktet Telford and Wrekin, i grevskapet Shropshire, i England. Byn är belägen 2 km från Newport. Civil parish hade 302 invånare år 1961.